# Enfluran
Enflurane (2-chloro-1,1,2, -trifluoroethyl-Difluoromethyl ether) là một ether halogen. Được phát triển bởi Ross Terrell vào năm 1963, lần đầu tiên nó được sử dụng lâm sàng vào năm 1966. Nó ngày càng được sử dụng để gây mê đường hô hấp trong những năm 1970 và 1980  nhưng không còn được sử dụng phổ biến.
Enflurane là một đồng phân cấu trúc của isoflurane. Nó dễ dàng bay hơi, nhưng là một chất lỏng ở nhiệt độ phòng.

## Tính chất vật lý
| Đặc tính                 | Giá trị              |
| ------------------------ | -------------------- |
| Điểm sôi ở 1 atm         | 56,5 °C              |
| MAC                      | 1,68                 |
| Áp suất hơi ở 20 °C      | 22,9 kPa (172 mm Hg) |
| Máu: hệ số phân chia khí | 1.9                  |
| Dầu: hệ số phân chia khí | 98                   |

## Tác dụng phụ
Trên lâm sàng, enflurane tạo ra sự ức chế liên quan đến liều của sự co bóp cơ tim với sự giảm tiêu thụ oxy của cơ tim. Từ 2% đến 5% liều hít vào bị oxy hóa ở gan, tạo ra các ion fluoride và axit differluoromethoxy-Difluoroacetic. Đây là cao hơn đáng kể so với sự chuyển hóa của đồng phân cấu trúc isoflurane của nó.
Enflurane cũng làm giảm ngưỡng cho cơn động kinh, và đặc biệt không nên được sử dụng cho những người bị động kinh. Giống như tất cả các thuốc gây mê đường hô hấp mạnh, nó là một tác nhân gây tăng thân nhiệt ác tính.
Giống như các tác nhân hít phải mạnh khác, nó làm thư giãn tử cung ở phụ nữ mang thai có liên quan đến mất máu nhiều hơn khi sinh hoặc các thủ tục khác trên tử cung gravid.
Tác nhân methoxyflurane lỗi thời (như một chất gây mê) có tác dụng gây độc thận và gây suy thận cấp, thường được cho là do sự giải phóng các ion fluoride khỏi quá trình trao đổi chất. Enflurane được chuyển hóa tương tự nhưng việc giải phóng fluoride dẫn đến mức độ huyết tương thấp hơn và suy thận liên quan đến enflurane có vẻ bất thường nếu nhìn thấy tất cả.

## Dược lý
Cơ chế chính xác của hành động của thuốc gây mê nói chung đã không được phác họa. Enflurane hoạt động như một bộ điều biến biến cấu dương tính của GABA A, glycine và thụ thể 5-HT 3, và như một bộ điều biến biến cấu âm tính của AMPA, kainate và các thụ thể NMDA, cũng như các thụ thể acetylcholine nicotinic.

## An toàn lao động
Tại nơi làm việc, mọi người có thể tiếp xúc với enflurane bằng cách hít nó vào như một loại khí gây mê, nuốt nó, tiếp xúc với mắt hoặc tiếp xúc với da. Viện Sức khỏe và An toàn Lao động Quốc gia (NIOSH) đã đặt ra giới hạn phơi nhiễm được khuyến nghị (REL) cho việc tiếp xúc với chất thải gây mê là 2 ppm (15.1 mg/m 3) trong khoảng thời gian 60 phút. Các triệu chứng của phơi nhiễm nghề nghiệp với enflurane bao gồm kích ứng mắt, ức chế hệ thần kinh trung ương, giảm đau, gây mê, co giật và ức chế hô hấp.